# George Thomas Moore
Pour les articles homonymes, voir George Moore (homonymie) et Moore.
George Thomas Moore est un botaniste américain, né le 23 février 1871 à Indianapolis et mort le 27 novembre 1956.

## Biographie
Il est le fils de George T. Moore et de Margaret née Marshall. Il obtient son Bachelor of Sciences au Wabash College en 1894, son Bachelor of Arts à Harvard en 1895, puis son Master of Arts en 1896 et, enfin, son doctorat en 1900. Il se marie avec Emma L. Hall le 30 décembre 1896 (celle-ci décède en janvier 1934), union dont il aura deux enfants.
Il est assistant en cryptogamie à Harvard puis enseignant au Radcliffe College. De 1899 à 1901, il enseigne la botanique au Dartmouth College. Il devient physiologiste et algologiste pour le département des plantes industrielles au ministère de l’Agriculture en 1901. De 1903 à 1905, il dirige le laboratoire de physiologie végétale, puis, de 1909 à 1919, il est responsable de la botanique au Laboratoire de biologie marine (MBL) du Massachusetts. Parallèlement, il enseigne la botanique appliquée et la physiologie végétale à la Shaw School de l’université de Washington. À partir de 1912, il dirige le Jardin botanique du Missouri.
Moore est membre de diverses sociétés savantes dont l’American Association for the Advancement of Science. Il se consacre principalement aux algues et met au point une technique pour prévenir les risques de contamination des réservoirs d’eau par des algues.

## Source
- Allen G. Debus (dir.) (1968). World Who’s Who in Science. A Biographical Dictionary of Notable Scientists from Antiquity to the Present. Marquis-Who’s Who (Chicago) : xvi + 1855 p.